# Lugrin
Lugrin este o comună în departamentul Haute-Savoie din sud-estul Franței. În 2009 avea o populație de 2.260 de locuitori.

## Evoluția populației
| An        | 1975  | 1982  | 1990  | 1999  | 2006  | 2009  |
| --------- | ----- | ----- | ----- | ----- | ----- | ----- |
| Populație | 1.334 | 1.417 | 2.025 | 1.997 | 2.134 | 2.260 |